# Göteborg-Klasse
Die Göteborg-Klasse ist eine Klasse von vier Korvetten der Schwedischen Marine, die seit 1990 in Dienst steht.

## Allgemeines
In den Jahren 1990–1993 wurden insgesamt vier Schiffe gebaut. Als vielseitige Waffe sind sie für ein breites Spektrum an Aufgaben einsetzbar. Sie sind ausgelegt für U-Jagd und Minenlegen, übertreffen mit ihrer Bewaffnung trotz ihrer geringen Größe unter Umständen auch ausländische U-Jäger oder Fregatten. Die Göteborg-Klasse ist sowohl mit einem See- und Luftaufklärungsradar als auch einer Ausrüstung, um fremdes Radar einzupeilen, ausgestattet. Sie verfügt zudem über ein modernes Waffensystem, das ohne menschliche Steuerung eine oder mehrere Bedrohungen auswerten und automatisch geeignete Gegenmaßnahmen einleiten kann. Zur U-Jagd besitzt sie ein langfrequentes Schleppsonar und ein kurzfrequentes Sonar im Schiffsrumpf für Identifizierung und Zieleinpeilung.
Zu Anfang der 2020er Jahre erfolgte für die beiden noch in Dienst stehenden Einheiten (HMS Gävle und  HMS Sundsvall) durch Saab eine Modernisierung in deren Werft in Karlskrona.

## Einheiten
| Kennung | Name          | Kiellegung         | Stapellauf        | Indienststellung  | Bemerkungen              |            |
| ------- | ------------- | ------------------ | ----------------- | ----------------- | ------------------------ | ---------- |
| K21     | HMS Göteborg  | 10. Februar 1986   | 12. April 1989    | 15. Februar 1990  | Außerdienststellung 2008 |            |
| K22     | HMS Gävle     | 21. März 1988      | 23. März 1990     | 1. Februar 1990   | Aktiv                    |            |
| K23     | HMS Kalmar    | 10. September 1988 | 1. November 1990  | 1. September 1991 | Außerdienststellung 2008 |            |
| K24     | HMS Sundsvall | 20. November 1989  | 29. November 1991 | 7. Juni 1993      | Aktiv                    |            |
| K25     | Helsingborg   | Abbestellt         | Abbestellt        | Abbestellt        | Abbestellt               | Abbestellt |
| K26     | Härnösand     | Abbestellt         | Abbestellt        | Abbestellt        | Abbestellt               | Abbestellt |